# Noferkaré Nebi piramisa
Noferkaré Nebi piramisa az ókori egyiptomi VIII. dinasztia egyik uralkodója, Noferkaré Nebi számára épült. Helyét nem sikerült azonosítani, és nem tudni, meddig készültek el építésével; az épület csak feliratokból ismert. Feltehetőleg Szakkarában állt, talán nem messze II. Pepi piramisától, ahol Gustave Jéquier megtalálta IV. Anheszenpepi királyné álajtaját. Ezen és a királyné szarkofágján említik Noferkaré piramisának nevét: Dzsed-anh Noferkaré (ḏd-ˁnḫ nfr-k3-rˁ), azaz „Noferkaré élete tartós”.